# Charles Adam
Charles Adam (XVIII wiek) – francuski producent porcelany. 
W 1745 roku otrzymał przywilej na wyrób porcelany "na sposób saski" i założył fabrykę (manufakturę) w Vincennes, gdzie już wcześniej pracowano nad tzw. miękką porcelaną, wynalezioną w St. Cloud, której patent sprzedali bracia Dubois francuskiemu rządowi.
Zakład produkcyjny się rozwijał i w 1753 roku przywilej został przekazany przedsiębiorcowi Eloyowi Richardowi. Sam król Ludwik XV, zainteresowany produkcją, zdecydował się pokrywać jedną trzecią wydatków oraz nadał manufakturze miano Manufacture Royale de Porcelaine de France. 
W 1756 roku manufaktura została przeniesiona przez Madame de Pompadour do Sèvres, stanowiąc zaczątek słynnej wytwórni porcelany sewrskiej.